# Elena Quinteros
Pour les articles homonymes, voir Quinteros.
 (février 2019).
Elena Quinteros Almeida (Montevideo, Uruguay, 9 septembre 1945 - disparue en 1976) est une institutrice et militante anarchiste uruguayenne. Arrêtée par la dictature uruguayenne, elle est une des « disparues » victimes de la guerre sale menée par les régimes latino-américains contre les mouvements progressistes et révolutionnaires entre les années 1960 et 1980.

## Biographie
Pendant ses études d'enseignement à l'Institut de Professeurs Artigas (Instituto de Profesores Artigas), Elena Quinteiros Almeida a activement milité au sein des associations corporative et syndicales militantes. Ainsi, lors de ses études, elle a intégré les "missions socio-pédagogiques", une initiative des enseignants de l'Institut Coopératif d'Éducation Rurale, une organisation uruguayenne autonome, gérée de manière coopérative par des enseignants ruraux, ces missions servaient à sensibiliser les étudiants enseignants aux situations particulières de la vie rurale en les mettant en contact direct avec le terrain.
En 1966, à l'âge de 21 ans, elle obtient son diplôme d'enseignante et commence à travailler dans une école à Pando, dans le département de Canelones. Elle est une membre active du syndicat de l'enseignement de la Convention Nationale des Travailleurs (Convención Nacional de Trabajadores, CNT). Au cours de cette même année, elle rejoint la Fédération anarchiste uruguayenne (FAU) et commence à militer dans la Résistance Ouvrière-Étudiante (Resistencia Obrero-Estudiantil, ROE). Le 16 novembre 1967, elle est arrêtée pour la première fois, elle est libérée le lendemain. En octobre 1969, elle est à nouveau arrêtée, elle est cette fois mise en accusation et condamnée, envoyée en prison, elle y reste jusqu'en octobre 1970.
En 1975, elle participe activement au congrès fondateur du Parti pour la victoire du peuple (Partido por la Victoria del Pueblo, PVP) au point d'intégrer la première direction du parti. La même année elle est recherchée par les Forces Conjointes (organisme qui sous la dictature réuni les forces armées et la police uruguayenne) et démise de ses fonctions comme institutrice par les autorités du gouvernement dictatorial.

### Séquestration et disparition
Le 26 juin 1976, Elena Quinteros est arrêtée et amenée au centre de tortures "300 Carlos", dépendant de la 1re Division d'Armée.
Dans le matin du 28 juin, elle se fait conduire aux abords de l'ambassade du Venezuela en utilisant la ruse de prétexter "livrer" un contact. Là, elle cherche à s'enfuir en courant, en sautant le mur et entrant dans les jardins de l'ambassade. Elle crie son nom et demande l'asile. Le personnel de l'ambassade cherche alors à l'aider et à la secourir, mais ses gardiens l'arrachent de force pour la remettre aux mains de la police et des militaires uruguayens aux termes d'une lutte entre les fonctionnaires vénézuéliens et les agents de police chargés de garder l'ambassade, complices de l'enlèvement de Elena Quinteros. Avec une jambe brisée pendant la lutte pour la faire monter de force à l'intérieur d'une voiture, elle est livrée au Bataillon d'infanterie nº13, identifiée avec le nº 2537, elle est soumise à des tortures particulièrement sauvages, d'après les témoignages d'autres prisonniers politiques détenus là-bas.
L'ambassadeur du Venezuela en Uruguay, Julio Ramos, téléphone au ministère uruguayen des affaires étrangères pour dénoncer l'incident, il fait part de sa position au sous-secrétaire Guido Michelin Salomón, puisque le ministre Juan Carlos Blanco était absent. Immédiatement le gouvernement vénézuélien se fait l'écho officiel de la protestation devant l'enlèvement et la séquestration d'une femme sur son territoire et l'intrusion de militaires uruguayens sur le sol de l'ambassade.
Le 3 juillet, le Conseil de Sécurité Nationale (COSENA) se réunit et prend la décision de ne pas livrer "la femme", ce qui signifiait que la dictature n'était pas disposée à laisser Elena Quinteros réapparaître en vie. Cette situation a débouché sur un incident diplomatique d'envergure qui a entrainé la rupture des relations diplomatiques de la part du Venezuela le 5 juillet 1976.
Elena Quinteros fait partie des victimes de l'« opération Morgan » qui ciblait entre 1975 et 1984 les militants de gauche en Uruguay. Elle n'est jamais réapparue vivante.

## Justice et postérité
En octobre 2002, le juge Eduardo Cavalli déclare l'ancien ministre Juan Carlos Blanco responsable en première instance de la disparition d'Elena Quinteros et l'accuse avec prison je descends la charge de privation de liberté[pas clair].
Le 13 mai 2008, l'école n°181 de Premier Degré de Montevideo est rebaptisée avec le nom "Maîtresse Elena Quinteros" par le Sénat de la République.
La bibliothèque de l'école de Pando n°195 où Elena Quinteiros a travaillé a également été nommée en son honneur.